# Спринг-Гров (город, Миннесота)
Спринг-Гров (англ. Spring Grove) — город в округе Хьюстон, штат Миннесота, США. На площади 2,3 км² (2,3 км² — суша, водоёмов нет), согласно переписи 2002 года, проживают 1304 человека. Плотность населения составляет 562,1 чел./км².
- Телефонный код города — 507
- Почтовый индекс — 55974
- FIPS-код города — 27-61852[1]
- GNIS-идентификатор — 0652451[2]